# 加尔扎拜尔
加尔扎拜尔是冰岛首都区内的市镇。面积为76平方公里，2020年时人口数量为是16924人，人口密度为每平方公里214.5人。
加尔扎拜尔周围有许多自然保护区，风景优美壮观。西部有斯奈山半岛冰川（Snæfellsjökull），以及埃斯亚山（Mt. Esja），可以俯瞰首都雷克雅未克。
加尔扎拜尔有冰岛唯一一家的宜家商场，该镇还拥有Marel hf.公司，冰岛证券交易所最大的公司，在纳斯达克OMX上市。

## 体育
镇上的足球俱乐部是史提亚南（Stjarnan）。

## 姐妹城市
- 挪威 阿斯克尔
- 芬兰 雅各布斯塔德
- 瑞典 埃斯勒夫
- 丹麦 魯澤斯代